# Penrith
Penrith é uma cidade e paróquia civil do distrito de Eden, no Condado de Cúmbria, na Inglaterra. Sua população é de 15.347 habitantes (2015).